# David Gollnow

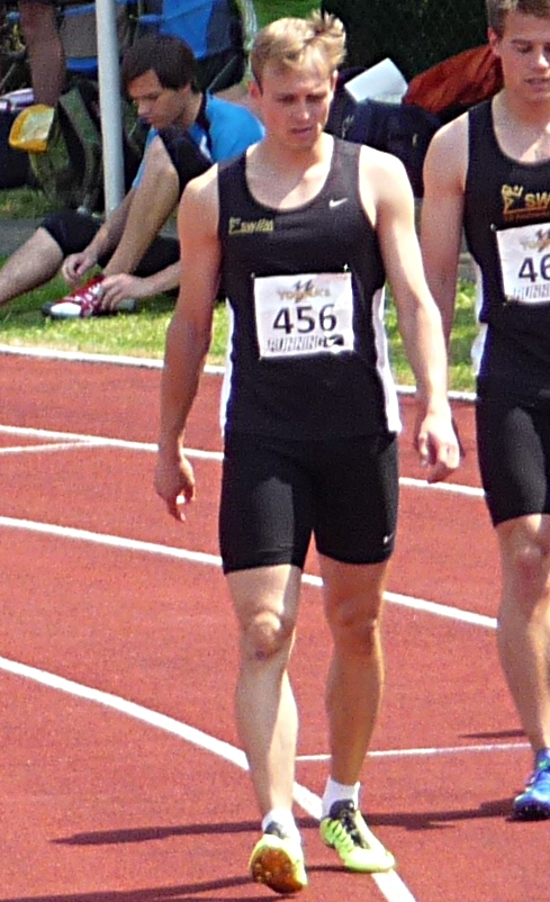
David Gollnow bei den Bayerischen Leichtathletikmeisterschaften 2013

David Gollnow (* 8. April 1989 in Leinefelde) ist ein deutscher Leichtathlet, der sich auf den 400-Meter-Hürdenlauf spezialisiert hat. Er startete für die LG Stadtwerke München.
Momentan startet er für die MTG Mannheim.

## Sportkarriere
Gollnow belegte bei den Juniorenweltmeisterschaften 2008 in Bydgoszcz den achten Platz im 400-Meter-Hürdenlauf. Bei den Halleneuropameisterschaften 2011 in Paris erreichte er im 400-Meter-Lauf die Halbfinalrunde. Im selben Jahr wurde er bei den U23-Europameisterschaften in Ostrava im Hürdenlauf Sechster und siegte bei den deutschen Meisterschaften in Kassel sowohl in seiner Spezialdisziplin als auch mit der 4-mal-400-Meter-Staffel des TSV 1862 Erding.
Bei den deutschen Meisterschaften 2012 in Wattenscheid konnte er seinen Titel im 400-Meter-Hürdenlauf nicht verteidigen, gewann aber dafür erneut mit der Staffel, diesmal als Schlussläufer der LG Stadtwerke München.
Im Jahr 2013 trat er vorwiegend im 400-Meter-Lauf an und konnte seine Bestleistung auf diese Distanz um über eine Sekunde auf 45,72 s steigern, so dass er als bis dahin schnellster Deutscher in diesem Jahr für einen Einzelstart bei der Team-Europameisterschaft in Gateshead über 400 Meter, wo er in 45,90 s den dritten Platz belegte, sowie für einen Platz in der Staffel nominiert wurde. Bei den Deutschen Meisterschaften gewann er den Titel.

## Persönliche Bestleistung
- 400 m Hürden: 49,56 s (24. Juli 2011, Kassel)
- 400 m: 45,72 s (8. Juni 2013, Regensburg)